# Polyura hebe
Polyura hebe är en fjärilsart som beskrevs av Butler 1865. Polyura hebe ingår i släktet Polyura och familjen praktfjärilar. Inga underarter finns listade i Catalogue of Life.